# Hobyo
Hobyo (en italiano Obbia) es un puerto de Somalia, en la región de Mudug de unos 5000 habitantes.
Su nombre quiere decir "aquí hay agua". Esto lo benefició como puerto desde el siglo XV. A partir del siglo XVI fue el puerto utilizado por los sultanes Ajuuraan de Qalafo para sus exportaciones a través del valle del Shabelle.
Fue también un puerto de salida por los peregrinos que iban a La Meca. Su abundancia de agua también la favoreció en el comercio con la costa del Benadir. El siglo XVII el clan hiraab de los hawiye se sublevaron y establecieron el sultanato de Hiraab, regido por imanes, que incluyó Hobyo, que estaba bajo un superficial protectorado omanita, y más tarde de los otomanos. La carencia de este puerto trajo la ruina al sultanato de Qalafo que finalmente fue absorbido por Abisinia en el siglo XX.
"Según la tradición oral local, el imamato de Hiraab era una poderosa alianza de grupos estrechamente relacionados que compartían un linaje común bajo las divisiones del clan Gorgaarte. Se rebeló con éxito contra el Sultanato de Ajuran y estableció un gobierno independiente durante al menos dos siglos a partir del siglo diecisiete. y en adelante.[3]
La alianza involucró a los líderes del ejército y asesores de Habar Gidir y Duduble, un Fiqhi/Qadi de Sheekhaal, y el Imam estaba reservado para la rama Mudulood, que se cree que fue el primogénito. Una vez establecido, el Imamate gobernó los territorios desde el valle de Shabeelle, las provincias de Benaadir, las áreas de Mareeg hasta las áridas tierras de Mudug[3].
Los centros agrícolas de Eldher y Harardhere incluían la producción de sorgo y frijoles, complementados con rebaños de camellos, vacas, cabras y ovejas. Ganadería, cueros y pieles, mientras que las maderas aromáticas y las pasas eran las principales exportaciones ya que se importaba arroz, otros alimentos y ropa. Los comerciantes que buscaban productos exóticos llegaban a Hobyo para comprar textiles, metales preciosos y perlas. Los bienes comerciales cosechados a lo largo del río Shabelle se llevaron a Hobyo para el comercio. Además, la creciente importancia y el rápido asentamiento de ciudades más al sur, como Mogadishu, impulsaron aún más la prosperidad de Hobyo, ya que más y más barcos se abrieron paso por la costa somalí y se detuvieron en Hobyo para comerciar y reponer sus suministros.[3]
El último sultán de Hobyo fue el sultán Ducaale Kahiye, quien logró enviar al exilio a Kenadiid, que estaba trabajando con los italianos.
- Datos: Q1016908